# Linfonodi faciali
I linfonodi faciali o buccali sono un gruppo di linfonodi della testa e del collo. Secondo la Terminologia Anatomica, essi si classificano in:
- Linfonodi buccinatori;
- Linfonodo nasolabiale;
- Linfonodo malare;
- Linfonodo mandibolare.

Essi hanno rapporti topografici con l'arteria e la vena faciale. In particolar modo:
1. Il linfonodo mandibolare, unico, è sottocutaneo. Si pone anteriormente rispetto alla vena faciale e al muscolo triangolare delle labbra
2. I linfonodi buccinatori, sono in numero di 2 -4 e sono in relazione con la commessura delle labbra
3. Il linfonodo nasolabiale o sottorbitario è incostante; quando presente, è ha rapporti con la vena faciale che decorre a livello del solco nasolabiale
4. Il linfonodo malare o zigomatico è posizionato inferiormente e lateralmente rispetto all'angolo dell'occhio.